# 襲名

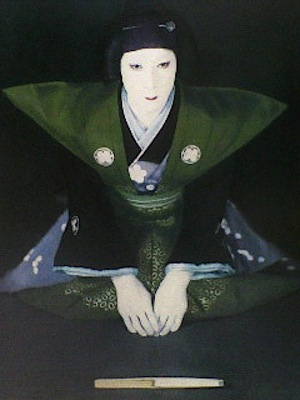
日本の伝統芸能 歌舞伎役者・六代目中村歌右衛門襲名披露興行の口上（1951年 東京歌舞伎座）

襲名（しゅうめい）は、名を継ぐこと。名を襲うことの意で、先人と同じ名前を意図的に使うことを言う。

## 人名の襲名
祖先もしくは先代の個人名を継承すること。

### 日本における襲名
かつての武家や農家・商家では、家督を継ぎ新たな家長となった者が、先代あるいは父方祖先の個人名を襲名し改名する習慣が広くあった（祖名相続）。
これは、世代が代わっても家業、家職の連続性、職能水準の保持の内外への表明という意味があり、その家が獲得した社会的信用、顧客や仕入れ先や同業者などからの評価に応じ、社会的期待を裏切ることのない家業、家職を保持する努力が後継者には要求された。
江戸時代の百姓は、苗字の公称が禁じられていたため、字に代表される通称を家の固有の名前、すなわち先祖相伝の家名とし、代替りの際に父から嫡男へと相続することによって、代々同じ名前を名乗り続けた。
江戸時代の慣習を集成した「全国民事慣例類集」によると、襲名は、家督相続が伴って行われ、公儀へ差し出す帳簿において、代々その家を代表する名である「公儀名」つまり「其家の通名(称)」に改めるのが通例であった。そのとき前戸主が健在の場合は、隠居し改名することになるが、戸主は代々変わっても名は変えないことになる。実印もまた代々同じ品を用いるものとされた。
歴史的には、当時の経済的な先進地帯であった近畿地方などでは、14世紀後半から15世紀にはすでに襲名が行われていた記録が残っている。

#### 伝統芸能の襲名
歌舞伎や落語などの伝統芸能、茶道・生け花などの家元や相撲界などでは、名前が家柄の権威や伝統あるいは個人の技術を表し、その資格を持つ者が継承する。この場合は、継承する者が先代と血縁関係にあるとは限らず、師弟関係にあってあくまでも個人的な技能の能力から判断される（相撲の年寄名跡においては先代の入婿となることも多い。佐田の山晋松や琴ノ若晴將など）。
日本だと実名の改名に家庭裁判所の承認（法的な判断）が求められるが、芸能などの襲名であれば比較的認められやすい傾向にある。一例として、千利休の子孫である茶道三千家（表千家・裏千家・武者小路千家）の家元となる者は、それぞれ千宗左・千宗室・千宗守の名跡を戸籍名として改名することが慣例となっており、さらに家督を継ぐ者（＝家元）以外の男子は、「千」姓を成人または結婚により新たな姓に改姓し、別家を立てるということも慣例となっている。
戸籍上の本名か、芸名・筆名（変名）との区別を問わずに用いるが、通常の襲名だと歌舞伎や落語などで名跡を継ぐことを想像する人が多いのかようである。珍しい例として、初代桂文枝は、明治維新で戸籍ができた際に、本名も桂文枝とした。
伝統芸能以外では、ヤクザや的屋の世界において親分の地位を継承する襲名披露が行われている。これは初代、又は先代の姓名を個人が継承をするものではなく、組や一家の名字が跡目を通じて継承される、いわゆる名跡として認知される。
競技・スポーツにおいては、大相撲で師匠や所属部屋の名力士の四股名を襲名することがあり、こうして伝統あるものとなった四股名は出世名と呼ばれる。また、現役力士が引退して年寄となる際には「引退して年寄○○を襲名」となる。行司については、三役格の行司から立行司に昇格した時点でまず序列第2位の「式守伊之助」を襲名して、その後に最高位の立行司に昇格する時点で「木村庄之助」を襲名することが慣例となっている。登録名やリングネームが襲名されることはほとんどなく、プロレスで2世レスラーが『父親のリングネーム＋ジュニア』を名乗ることがあるほか、『タイガーマスク』のように覆面レスラーが代替わりする際にも襲名と表現されることがある。

### 西洋における襲名
一般的に、Jr.（ジュニア）が襲名の準備として用いられ、父親が他界する事で、Jr.の表記を外して襲名する（リングネームの例になるが、ドリー・ファンク・ジュニアのように父親の他界後も「ジュニア」の付いた名前を維持することもある）。

## 船名の襲名
海上自衛隊を含む海軍、海運会社では、特に活躍した艦船の名前をその艦船の退役後に後代の艦船が引き継ぐことがある。
この場合、先代の艦船の名前をそのままつけることもあれば、先代の艦船の名前に襲名の回数を意味する数字等を付けることもある。

### 2015年現在において現役の艦船がある、長期にわたって襲名されてきた艦船名の例

#### 軍艦

##### イギリス海軍
- ヴィクトリー
  - 6代目、初代は1569年就役の42門艦（en:List of ships named HMS Victoryを参照）。

##### アメリカ海軍
- ワスプ
  - 現在は10代目。初代（英語版）は1775年就役のスクーナー。
- ボクサー
  - 現在は6代目。初代は1815年就役のブリッグ。
- エセックス
  - 現在は5代目。初代（英語版）は1799年就役のフリゲート。
- キアサージ
  - 現在は4代目。初代（英語版）は1862年就役のスループ。
- ボノム・リシャール
  - 現在は3代目。初代（英語版）はジョン・ポール・ジョーンズが1779年にフランス国王のルイ16世から与えられたフリゲート「Duc de Durae」を改名したもの。

#### 商船
- クイーン・エリザベス - キュナード・ライン
  - 現在は3代目。初代は1940年就役の80000トン級客船。